# Digital Library of Mathematical Functions
La Digital Library of Mathematical Functions, in breve DLMF, è un progetto online che raccoglie informazioni sulle funzioni speciali. Può essere considerato un successore dello Handbook of Mathematical Functions. Questa opera, nota anche come Abramowitz e Stegun, sviluppata presso il National Bureau of Standards degli Stati Uniti (NBS), pubblicata nel 1964, è stata un vero best seller tecnico ed è una delle opere di riferimento per la matematica più citate; tuttavia i rilevanti progressi nello studio delle funzioni speciali lo stanno rendendo sempre più inadeguato.
Presso il National Institute of Standards and Technology, l'erede dell'NBS, si è quindi sviluppato l'ampio progetto chiamato DLMS avente come obiettivo la realizzazione di una raccolta di informazioni che sia innanzi tutto disponibile in rete e che possa costituire una delle maggiori risorse per dati di riferimento per le funzioni speciali e per le loro applicazioni.
Lo sviluppo del progetto è iniziato nel 1999 con l'intento di raccogliere e pubblicare informazioni sulle funzioni speciali per un numero di formule all'incirca doppio rispetto a quello dell'Abramowitz e Stegun. Al progetto ha lavorato un gruppo internazionale di oltre 50 esperti. Come annunciato nella Home page del progetto, la raccolta viene ripartita nei seguenti capitoli:
1. Algebraic and Analytical Methods
2. Asymptotic Approximations
3. Numerical Methods
4. Elementary Functions
5. Gamma Function
6. Exponential Logarithmic Sine and Cosine Integrals
7. Error Functions, Dawson's Integral, and Fresnel Integrals
8. Incomplete Gamma and Related Functions
9. Airy & Related Functions
10. Bessel Functions
11. Struve and Related Functions
12. Parabolic Cylinder Functions
13. Confluent Hypergeometric Functions
14. Legendre Functions
15. Hypergeometric Functions
16. Generalized Hypergeometric Functions
17. q-Hypergeometric Functions
18. Orthogonal Polynomials
19. Elliptic Integrals
20. Theta Functions
21. Multidimensional Theta Functions
22. Jacobian Elliptic Functions
23. Weierstrass Elliptic Functions
24. Bernoulli and Euler Polynomials
25. Zeta and Related Functions
26. Combinatorial Analysis
27. Functions of Number Theory
28. Mathieu Functions and Hill's Equation
29. Lamé Functions
30. Spheroidal Wave Functions
31. Heun Functions
32. Painlevé Transcendents
33. Functions of Matrix Argument
34. Coulomb Functions
35. 3j, 6j, 9j Symbols
36. Functions of Matrix Argument
37. Integrals with Coalescing Saddles
38. Computer Algebra
39. Statistical Methods & Distributions

La versione in rete dispone di molti strumenti visuali interattivi atti a fornire indicazioni qualitative sull'andamento delle funzioni, come prestazioni di zoom e di rotazione 3-D basate sul linguaggio per la realtà virtuale VRML. 
Secondo le intenzioni iniziali il progetto avrebbe dovuto concludersi entro il 2006 con la pubblicazione dei contenuti in un sito Web liberamente accessibile, in un libro e in CD ROM.
In realtà, il progetto nel settembre 2009 non si era ancora concluso; soltanto i capitoli evidenziati e dotati di link nell'elenco precedente risultano pubblicati in linea. Per quanto riguarda la versione a stampa della DLMF, che dovrebbe consistere in circa 1000 pagine con oltre 9000 formule e 500 figure, il 19 marzo 2009 è comparso l'annuncio che essa verrà effettuata dalla Cambridge University Press.